# Sông Nguyên
Sông Nguyên (tiếng Trung: 沅江; bính âm: Yuánjiāng hay 沅水; pinyin: Yuánshuǐ, Hán Việt: Nguyên Giang, Nguyên Thủy) là một trong bốn con sông lớn ở tỉnh Hồ Nam, Trung Quốc, một chi lưu của sông Dương Tử.
Sông Nguyên dài 1.033 km, trong đó đoạn chảy qua Hồ Nam dài 568 km, bắt nguồn ở tỉnh Quý Châu, tại núi Miêu. Sông này đổ vào hồ Động Đình.